# Diocesi di Concordia-Pordenone

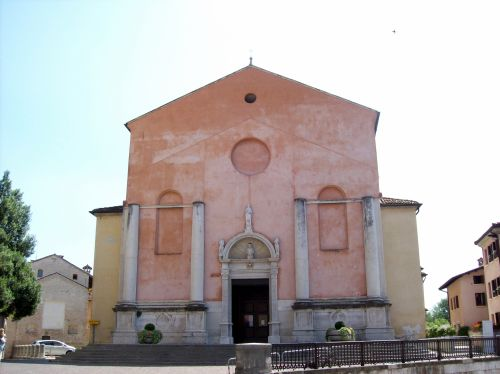
La concattedrale di san Marco a Pordenone.

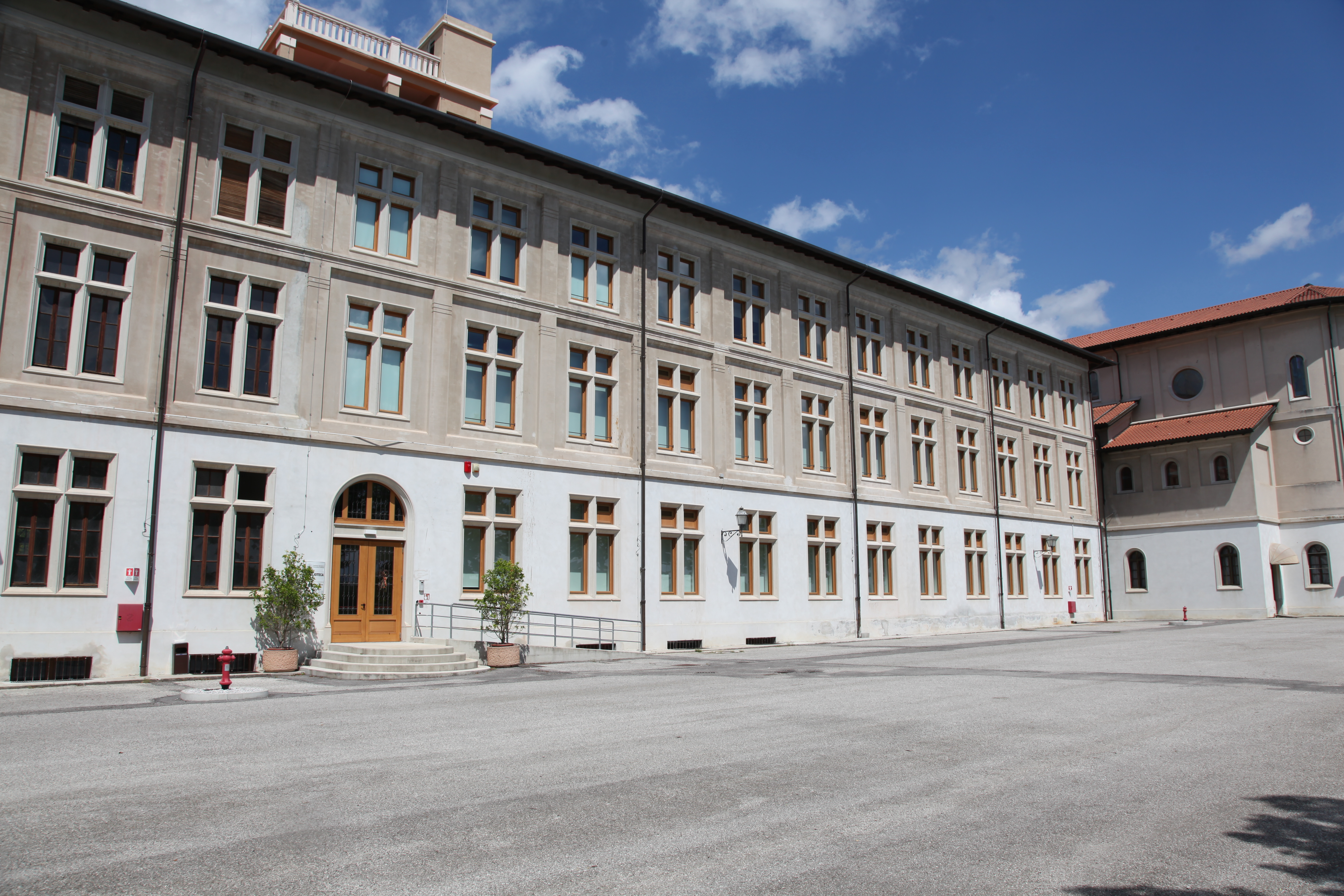
La sede della biblioteca del Seminario diocesano di Concordia-Pordenone.

La diocesi di Concordia-Pordenone (in latino Dioecesis Concordiensis-Portus Naonis) è una sede della Chiesa cattolica in Italia suffraganea del patriarcato di Venezia e appartenente alla regione ecclesiastica Triveneto. Nel 2023 contava 366.642 battezzati su 378.090 abitanti. È retta dal vescovo Giuseppe Pellegrini.

## Territorio
La diocesi si estende sul seguente territorio:
- quasi tutta l'ex provincia di Pordenone, tranne il comune di Caneva e parte dei comuni di Sacile (è compresa solo la frazione San Odorico), Brugnera (sono comprese solo le frazioni Maron e Tamai), Prata di Pordenone (non sono comprese le frazioni Ghirano e Villanova) ed Erto e Casso (non è compresa la frazione Casso);
- la parte orientale della città metropolitana di Venezia che si estende tra i fiumi Livenza e Tagliamento, ad eccezione di gran parte del comune di Caorle (sono comprese solo le frazioni Brussa e Castello);
- 3 parrocchie in provincia di Treviso: l'intero comune di Meduna di Livenza e parte di Motta di Livenza (è compresa solo la frazione Lorenzaga);
- la frazione Pozzis, in comune di Verzegnis (ex provincia di Udine), inclusa nella parrocchia di Pielungo-San Francesco.

Il Veneto Orientale, infatti, ha sempre fatto capo all'antica città romana di Iulia Concordia e in seguito a Portogruaro, restando così legato alla sede episcopale.
Sede vescovile è la città di Pordenone, dove si trova la concattedrale di San Marco. A Concordia Sagittaria sorge la cattedrale di Santo Stefano protomartire, sotto la quale si trovano i resti della primitiva cattedrale dedicata ai Santi Apostoli.

### Parrocchie, unità pastorali e foranie
Il territorio si estende su 2.695 km² ed è suddiviso in 190 parrocchie, raggruppate in 28 unità pastorali e 8 foranie:
1. Forania dell'Alto Livenza: unità pastorali di Aviano, Fontanafredda, Porcia e Roveredo-San Quirino;
2. Forania di Azzano Decimo: unità pastorali di Azzano Decimo, Chions, Fiume Veneto e Prata;
3. Forania del Basso Livenza: unità pastorali di Annone Veneto, Pasiano e San Stino;
4. Forania di Maniago: unità pastorali di Fanna, Maniago e Montereale-Cimolais;
5. Forania di Pordenone: unità pastorali di Pordenone Centro, Pordenone Nord, Pordenone Sud e Cordenons;
6. Forania del Portogruarese: unità pastorali di Concordia, Fossalta di Portogruaro, Gruaro-Summaga, Portogruaro e San Michele al Tagliamento;
7. Forania di San Vito: unità pastorali di Casarsa-Zoppola, Morsano-Sesto e San Vito al Tagliamento;
8. Forania di Spilimbergo: unità pastorali di San Giorgio-Valvasone e Spilimberghese-Val d'Arzino.

## Storia
La diocesi prende il nome dalla città romana di Iulia Concordia (oggi Concordia Sagittaria), che si ritiene fondata probabilmente nel 42 a.C., e che fu statio sulla via Annia tra Altino e Aquileia.
Le origini del cristianesimo nella città sono incerte. La tradizione locale ricorda un gruppo di cristiani provenienti da Vicenza, uccisi a Concordia durante la persecuzione di Diocleziano attorno al 304 e venerati come martiri, le reliquie dei quali sono conservate in un'apposita cappella dell'attuale cattedrale. Incerta è anche l'epoca di evangelizzazione dell'«agro concordiese», cioè l'area compresa tra i fiumi Tagliamento e Livenza (più o meno corrispondente all'ex provincia di Pordenone) e che costituirà il territorio diocesano. La presenza di antiche memorie legate ad Aquileia, come la pieve dei Santi Ilario e Taziano a Torre di Pordenone, la chiesa di San Vigilio a Pieve di Porcia e la chiesa di Sant'Ermacora a Chions, fa supporre che il cristianesimo sia arrivato nel pordenonese da Aquileia e non da Concordia.
La diocesi di Concordia fu eretta nel IV secolo; la prima cattedrale venne consacrata dall'arcivescovo di Aquileia Cromazio tra il 388 e il 389 circa e fu dedicata ai Santi Apostoli, di cui vennero deposte alcune reliquie; contestualmente fu consacrato un vescovo, di cui non si conosce il nome, che gli storici ritengono essere il primo vescovo diocesano, anche se è stata avanzata l'ipotesi che si trattasse di un corepiscopo sottomesso all'autorità del vescovo aquileiese. Il primo vescovo certo di una diocesi a sé stante è Chiarissimo, presente al sinodo di Grado del 579 e a quello di Marano del 590; Concordia qui risulta suffraganea del patriarcato di Aquileia, e tale resterà anche dopo la creazione del patriarcato di Grado.
In seguito all'invasione dei Longobardi, accompagnata dalla distruzione di Concordia, il vescovo, con il clero e i fedeli, riparò a Caorle, nei domini bizantini, dove la diocesi sopravvisse per un periodo imprecisato. All'epoca del vescovo Pietro, agli inizi del IX secolo, la sede episcopale era di certo ritornata a Concordia, dove era stata edificata una nuova cattedrale dedicata a Santo Stefano, ma era avvenuta nel frattempo una scissione che aveva dato origine alla sede autonoma di Caorle, forse anche a causa dello scisma tricapitolino a cui il vescovo Chiarissimo aveva aderito (uno sviluppo simile alla separazione tra Aquileia e Grado).
In una bolla di papa Urbano III del 12 marzo 1186 al vescovo Gionata vengono elencati per la prima volta tutti i possedimenti e le proprietà sotto la giurisdizione dei vescovi concordiesi, tra cui quaranta pievi.
Nei secoli XIV e XV, a causa principalmente dell'azione dei fiumi Tagliamento e Livenza, l'area di Concordia subì una trasformazione morfologica consistente e prese l'avvio un impaludamento che sommerse alcune pievi e villaggi costieri. Per questo motivo, pur mantenendo nominalmente il titolo di sede vescovile, Concordia decadde rapidamente e i vescovi preferirono trasferire la loro residenza a Portogruaro o anche fuori diocesi (Venezia). Già nel 1425 papa Martino V dispose il trasferimento della sede a Portogruaro, ma il decreto dovette essere revocato dal successore Eugenio IV, su istanza del capitolo cattedrale e della comunità di Portogruaro. La traslazione ufficiale avvenne comunque in seguito con la bolla di papa Sisto V del 29 marzo 1586; la chiesa di sant'Andrea venne ad assumere il ruolo di chiesa ausiliare, ma non ebbe mai il titolo di concattedrale.
Nel 1704 il vescovo Paolo Vallaresso istituì il seminario diocesano, fissandone la sede a Portogruaro presso la chiesa di San Cristoforo.
Da sempre suffraganea del patriarcato di Aquileia, quando questo fu soppresso nel 1753 Concordia passò alla metropolia dell'arcidiocesi di Udine, a cui restò unita fino al 1818, anno in cui, in forza della bolla De salute Dominici gregis, fu assegnata come suffraganea al patriarcato di Venezia; contestualmente furono modificati i confini con la diocesi di Udine, con la cessione della parrocchia di Turrida, ma acquisendo quelle di Aviano, Sesto, Corbolone, Bando di Saletto, Cimolais, Claut, Erto e Torrate.
Negli ultimi due secoli sono avvenute una serie di modifiche territoriali volte ad eliminare le varie exclavi dell'arcidiocesi di Udine in territorio concordiese e a riordinare i confini orientali coincidenti con il mutevole corso del Tagliamento. Già nel 1794 a Concordia furono unite le sei parrocchie della soppressa abbazia territoriale di Sesto. Il 1º maggio 1818 con la bolla De salute dominici gregis di papa Pio VII la giurisdizione di Concordia si estese sulle parrocchie ex udinesi di Castello d'Aviano, Erto, Cimolais, Claut, Corbolone, Sesto e Torrate, nonché su Saletto-Bando, località priva di una propria autonomia e inclusa nella giurisdizione di Morsano; di contro, cedette alla vicina quattro filiali dell'antica pieve di San Giorgio della Richinvelda, ovvero Rivis, Turrida, Grions e Redenzicco. Un'ulteriore variazione avvenne il 13 novembre 1923 con l'inclusione di Meduna di Livenza e Carbona, sempre da Udine. Le ultime acquisizioni del XX secolo, ancora da Udine, furono decise dalla Congregazione per i vescovi il 18 ottobre 1974 e riguardarono San Paolo e Mussons (nel comune di Morsano al Tagliamento).
Durante la Prima guerra mondiale avvennero disordini a Portogruaro, nei quali fu percosso anche il vescovo Francesco Isola, che per questo motivo presentò la rinuncia alla Santa Sede. Questa, oltre ad accogliere le dimissioni, dispose anche la traslazione della residenza episcopale, della curia e del seminario a Pordenone. A causa di opposizioni a livello locale, si poté eseguire solo lo spostamento del seminario, che avvenne nel 1919.
Dopo la promozione di Pordenone a città capoluogo di provincia (1968), con il decreto In dioecesi Concordiensi del 12 gennaio 1971 la Congregazione per i vescovi stabilì il nuovo titolo della diocesi in Concordia-Pordenone. Con il successivo decreto Novissimis hisce del 26 ottobre 1974 la stessa Congregazione dispose la traslazione della sede vescovile da Portogruaro a Pordenone elevando, al tempo stesso, il duomo di San Marco di Pordenone alla dignità di concattedrale.
Nell'aprile-maggio 1992 la diocesi accolse la visita pastorale di papa Giovanni Paolo II. Si trattò della prima visita pastorale di un Pontefice alla diocesi. In passato i papi Gregorio XII e Pio VI erano transitati per il territorio per recarsi l'uno al concilio di Cividale (1409), l'altro a Vienna (1782).
Il 29 giugno 2018, in forza del decreto Quo aptius della Congregazione per i vescovi, ha acquisito dal patriarcato di Venezia le due parrocchie delle frazioni di Brussa e Castello, in comune di Caorle.

## Cronotassi dei vescovi
Si omettono i periodi di sede vacante non superiori ai 2 anni o non storicamente accertati.
- Anonimo † (fine IV secolo)
- Chiarissimo † (prima del 579 - dopo il 590)
- Augusto † (menzionato nel 591)
- Giovanni I † (menzionato nel 604)
- Pietro † (menzionato nell'802)
- Anselmo † (menzionato nell'827)
- Tomicario (o Toringario) † (menzionato nell'844)
- Adelmano † (menzionato nel 901)
- Alberico † (menzionato nel 963)
- Benzone † (menzionato nel 996)
- Majo † (prima del 1015 - dopo il 1027)
- Rodberto † (menzionato nel 1031)
- Giovanni II † (menzionato nel 1042 circa)
- Runno †
- Diotwino (Diduino) † (menzionato nel 1063)
- Regimpoto (Rempozio) † (menzionato nel 1089)
- Riwino † (menzionato nel 1106)
- Otto I † (prima del 1118 - dopo il 1121)
- Artmanno † (menzionato nel 1136)
- Gervico † (prima del 1139 - dopo il 1162)
- Conone † (menzionato nel 1164)
- Gerardo † (prima del 1177 - 1179 o 1180)
- Gionata † (prima di aprile 1180 - 13 settembre 1187 deceduto)
- Romolo † (circa 1188 - dopo il 1196 deceduto)
- Volderico † (prima del 1203 - dopo il 1211)
- Oddo (Otto II) † (1214 - 1216 deposto)
- Almerico † (1216 - ?)
- Federico da Prata † (tra dicembre 1220 e gennaio 1221 - 19 novembre 1250 deceduto)
- Guglielmo da Cividale † (5 gennaio 1251 - ?)
- Warnerio (o Guarnerio) da Polcenigo † (12 giugno 1251 - circa 1252 deceduto)
  - Tisone da Camino † (25 ottobre 1252 - 1257 deceduto)  (amministratore apostolico)
- Alberto da Collice † (26 luglio 1260 - 3 luglio 1268 deceduto)
- Fulcherio di Zuccola, O.F.M. † (circa 1269 - 17 aprile 1293 deceduto)
- Giacomo d'Ottonello † (27 aprile 1293 - 10 dicembre 1317 deceduto)
- Artuico di Castello † (28 dicembre 1317 - 1331 deceduto)
- Guido, O.S.B.Cam. † (5 aprile 1331 - 23 marzo 1333 deceduto)
- Uberto da Cesena † (21 aprile 1333 - 22 agosto 1334 deceduto)
- Guido de Guisis † (16 settembre 1334 - 17 giugno 1347 deceduto)
- Costantino di Savorgnano † (12 dicembre 1347 - 7 maggio 1348 deceduto)
- Pietro da Clausello † (30 maggio 1348 - 25 ottobre 1360 deceduto)
- Guido de Barzis † (15 febbraio 1361 - 10 ottobre 1380 nominato vescovo di Modena)
- Ambrogio da Parma † (10 ottobre 1380 - 1389 nominato arcivescovo, titolo personale, di Viterbo e Tuscania)
- Agostino di Boemia, O.E.S.A. † (7 marzo 1389 - 22 maggio 1392 deceduto)
- Antonio Panciera † (12 luglio 1392 - 27 febbraio 1402 nominato patriarca di Aquileia)
- Antonio Da Ponte † (27 febbraio 1402 - 26 giugno 1409 nominato patriarca di Aquileia)
- Enrico di Strassoldo † (6 settembre 1409 - circa 1432 deceduto)
- Daniele Scoti † (7 gennaio 1433 - 11 luglio 1443 deceduto)
- Giovanni Battista dal Legname † (19 luglio 1443 - 6 aprile 1455 deceduto)
- Antonio Feletto † (2 maggio 1455 - 15 ottobre 1488 deceduto)
- Leonello Chiericati † (22 ottobre 1488 - 19 agosto 1506 deceduto)
- Francesco Argentino † (24 agosto 1506 - 23 agosto 1511 deceduto)
- Giovanni Argentino † (10 settembre 1511 - 1533 deceduto)
  - Marino Grimani † (luglio 1533 - 1537) (amministratore apostolico)
- Pietro Querini † (11 aprile 1537 - 1º dicembre 1584 deceduto)
- Marino Querini † (13 maggio 1585 - agosto 1585 deceduto)
- Matteo Sanudo I † (26 agosto 1585 - 1616 dimesso)
- Matteo Sanudo II † (1616 succeduto[12] - 22 febbraio 1641 deceduto)
- Benedetto Cappello † (21 ottobre 1641 - 22 agosto 1667 deceduto)
  - Bartolomeo Gradenigo † (14 novembre 1667 - 27 febbraio 1668 nominato vescovo di Treviso) (vescovo eletto)[13]
- Agostino Premoli † (9 aprile 1668 - ottobre 1692 deceduto)
- Paolo Vallaresso † (9 marzo 1693 - 23 novembre 1723 deceduto)
- Giacomo Maria Erizzo, O.P. † (26 giugno 1724 - 26 novembre 1760 deceduto)
- Alvise Maria Gabrieli † (6 aprile 1761 - 12 luglio 1779 nominato vescovo di Vicenza)
- Giuseppe Maria Bressa, O.S.B. † (12 luglio 1779 - 13 gennaio 1817 deceduto)
  - Sede vacante (1817-1819)
- Pietro Carlo Antonio Ciani † (27 settembre 1819 - 31 luglio 1825 deceduto)
- Carlo Fontanini, C.M. † (9 aprile 1827 - 1º novembre 1848 deceduto)
- Angelo Fusinato † (20 maggio 1850 - 28 luglio 1854 deceduto)
- Andrea Casasola † (17 dicembre 1855 - 28 settembre 1863 nominato arcivescovo di Udine)
  - Sede vacante (1863-1866)
- Nicolò Frangipane † (8 gennaio 1866 - 27 gennaio 1872 deceduto)
- Pietro Cappellari † (6 maggio 1872 - 6 maggio 1881 dimesso[14])
- Domenico Pio Rossi, O.P. † (13 maggio 1881 - 29 ottobre 1892 deceduto)
- Pietro Zamburlini † (16 gennaio 1893 - 22 giugno 1896 nominato arcivescovo di Udine)
- Francesco Isola † (22 giugno 1896 - 14 febbraio 1919 dimesso[15])
- Luigi Paulini † (10 marzo 1919 - 24 febbraio 1945 deceduto)
- Vittorio D'Alessi † (10 ottobre 1945 - 9 maggio 1949 deceduto)[16]
- Vittorio De Zanche † (23 settembre 1949 - 14 aprile 1977 deceduto)
- Abramo Freschi † (14 aprile 1977 succeduto - 19 luglio 1989 ritirato)[17]
- Sennen Corrà † (19 luglio 1989 - 16 settembre 2000 ritirato)
- Ovidio Poletto (16 settembre 2000 - 25 febbraio 2011 ritirato)
- Giuseppe Pellegrini, dal 25 febbraio 2011

## Persone legate alla diocesi

### Santi, beati e padri della Chiesa
- 72 martiri di Concordia († 304)
- Rufino di Concordia († 411), scrittore ecclesiastico
- Beato Odorico da Pordenone († 1331), sacerdote e frate francescano, missionario in Cina
- Beato Marco d'Aviano (1631-1699), sacerdote e frate cappuccino

## Statistiche
La diocesi nel 2023 su una popolazione di 378.090 persone contava 366.642 battezzati, corrispondenti al 97,0% del totale.
| anno | popolazione | popolazione | popolazione | presbiteri | presbiteri | presbiteri | presbiteri                | diaconi | religiosi | religiosi | parrocchie |
| anno | battezzati  | totale      | %           | numero     | secolari   | regolari   | battezzati per presbitero | diaconi | uomini    | donne     | parrocchie |
| ---- | ----------- | ----------- | ----------- | ---------- | ---------- | ---------- | ------------------------- | ------- | --------- | --------- | ---------- |
| 1950 | 316.820     | 316.858     | 100,0       | 309        | 292        | 17         | 1.025                     |         | 10        | 49        | 174        |
| 1970 | ?           | 301.188     | ?           | 408        | 348        | 60         | ?                         |         | 109       | 756       | 192        |
| 1980 | 320.000     | 321.035     | 99,7        | 375        | 316        | 59         | 853                       |         | 91        | 603       | 204        |
| 1990 | 332.791     | 334.129     | 99,6        | 351        | 294        | 57         | 948                       | 2       | 71        | 422       | 188        |
| 1999 | 337.204     | 339.322     | 99,4        | 344        | 283        | 61         | 980                       | 15      | 73        | 307       | 188        |
| 2000 | 337.604     | 339.880     | 99,3        | 338        | 273        | 65         | 998                       | 16      | 87        | 292       | 188        |
| 2001 | 338.528     | 341.093     | 99,2        | 344        | 275        | 69         | 984                       | 17      | 95        | 268       | 188        |
| 2002 | 339.422     | 342.340     | 99,1        | 335        | 268        | 67         | 1.013                     | 16      | 104       | 282       | 188        |
| 2003 | 339.118     | 342.711     | 99,0        | 343        | 276        | 67         | 988                       | 16      | 92        | 261       | 188        |
| 2004 | 341.687     | 346.177     | 98,7        | 333        | 270        | 63         | 1.026                     | 16      | 74        | 254       | 188        |
| 2006 | 345.361     | 350.102     | 98,6        | 321        | 265        | 56         | 1.075                     | 17      | 73        | 245       | 188        |
| 2013 | 359.517     | 368.483     | 97,6        | 295        | 252        | 43         | 1.218                     | 19      | 54        | 214       | 188        |
| 2014 | 367.846     | 375.699     | 97,9        | 285        | 242        | 43         | 1.291                     | 17      | 54        | 211       | 188        |
| 2016 | 364.138     | 374.670     | 97,2        | 291        | 243        | 48         | 1.251                     | 18      | 63        | 201       | 188        |
| 2019 | 365.199     | 377.027     | 96,9        | 261        | 222        | 39         | 1.399                     | 21      | 51        | 161       | 190        |
| 2021 | 346.759     | 376.109     | 92,2        | 243        | 210        | 33         | 1.426                     | 22      | 44        | 161       | 190        |
| 2023 | 366.642     | 378.090     | 97,0        | 248        | 213        | 35         | 1.478                     | 25      | 43        | 115       | 190        |